# División de Honor de la Sección Amateur de la Asociación de Football de Santiago 1934
El Campeonato de la División de Honor de la Sección Amateur de la Asociación de Football de Santiago 1934 fue la 8.º edición de la competición oficial de fútbol amateur de la primera y máxima categoría de la Asociación de Football de Santiago, de la capital de Chile, correspondiente a la temporada 1934. Se jugó desde el 6 de mayo hasta el 25 de noviembre de 1934.
Su organización estuvo a cargo de la Sección Amateur de la Asociación de Football de Santiago y contó con la participación de doce equipos. La competición se disputó bajo el sistema de todos contra todos, en una sola rueda.
El campeón fue Universitario, que se adjudicó en forma invicta su primer título de la Sección Amateur de la División de Honor de la Asociación de Football de Santiago.

## Equipos participantes
| Equipo                 | Ciudad            |
| ---------------------- | ----------------- |
| Almirante Simpson      | Santiago de Chile |
| Borgoño                | Santiago de Chile |
| El Salto               | Santiago de Chile |
| Escuela Normal         | Santiago de Chile |
| Gimnástico Arturo Prat | Santiago de Chile |
| Lautaro Atlético       | Santiago de Chile |
| Liverpool Wanderers    | Santiago de Chile |
| Río de Janeiro         | Santiago de Chile |
| Stade Francais         | Santiago de Chile |
| Unión Arauco           | Santiago de Chile |
| Unión Condell          | Santiago de Chile |
| Universitario          | Santiago de Chile |

## Clasificación
| Pos.                                          | Equipo                 | PJ | PG | PE | PP | GF | GC | Dif. | Pts. |
| --------------------------------------------- | ---------------------- | -- | -- | -- | -- | -- | -- | ---- | ---- |
| 1.                                            | Universitario          | 11 | 11 | 0  | 0  | -  | -  | -    | 22   |
| 2.                                            | Liverpool Wanderers    | -  | -  | -  | -  | -  | -  | -    | 17   |
| 3.                                            | Gimnástico Arturo Prat | -  | -  | -  | -  | -  | -  | -    | 14   |
| 4.                                            | Unión Condell          | -  | -  | -  | -  | -  | -  | -    | 13   |
| 5.                                            | Río de Janeiro         | -  | -  | -  | -  | -  | -  | -    | 11   |
| 6.                                            | Escuela Normal         | -  | -  | -  | -  | -  | -  | -    | 10   |
| 7.                                            | Lautaro Atlético       | -  | -  | -  | -  | -  | -  | -    | 10   |
| 8.                                            | Almirante Simpson      | -  | -  | -  | -  | -  | -  | -    | 9    |
| 9.                                            | Borgoño                | -  | -  | -  | -  | -  | -  | -    | 8    |
| 10.                                           | Unión Arauco           | -  | -  | -  | -  | -  | -  | -    | 7    |
| 11.                                           | El Salto               | -  | -  | -  | -  | -  | -  | -    | 5    |
| 12.                                           | Stade Francais         | -  | -  | -  | -  | -  | -  | -    | 0    |
| Última actualización: 13 de noviembre de 2016 |                        |    |    |    |    |    |    |      |      |

|  |          |
|  | Campeón. |

## Campeón
| Santiago de Chile        |
| Universitario 1.º título |